# Hamlin (Teksas)
Hamlin je grad u američkoj saveznoj državi Teksas. Prema popisu stanovništva iz 2010. u njemu je živjelo 2.124 stanovnika.